# Аристотелев фонарь
Аристо́телев фона́рь — научное название ротового аппарата морских ежей, используемого для жевания пищи, перемещения и рытья нор.
Аристотелев фонарь имеется только у подкласса правильных, или настоящих морских ежей (Euechinoidea), который, впрочем, содержит большинство современных морских ежей.
Назван по имени древнегреческого мыслителя Аристотеля, который впервые научно описал этот орган и сравнил его по форме с античным переносным фонарём.

## Устройство и назначение
Аристотелев фонарь представляет собой пятигранную пирамиду (морские ежи имеют пятилучевую симметрию тела) вершиной вниз. Находится в глубине ротового отверстия морского ежа. Снаружи видны только кончики пяти зубов, находящихся на вершине органа.
Сам орган образован 25 известковыми пластинами и перекладинами и имеет весьма сложную структуру — в нём насчитывается до 60 различных мышц. В общем плане он состоит из пяти составленных вместе пирамидок, внутри каждой из которых помещается по одному длинному зубу, конец которого и торчит изо рта ежа. Аристотелев фонарь подвижно соединён с помощью мышц с особыми дуговидными выростами интерамбулакральных пластинок (пять вертикальных радиальных пластинок, расположенных между лучами симметрии) внутри тела ежа.
С помощью аристотелева фонаря ёж соскабливает с грунта корм (донную растительность и т.п.), отрывает куски от крупной добычи, например мёртвой рыбы, а также перетирает заглоченный корм. Мускулатура аристотелева фонаря настолько развита, что ёж, опираясь на зубы, может поднимать и опускать всё тело или двигаться из стороны в сторону. Такие движения морской ёж может совершать, например, чтобы оторвать кусок пищи. Кроме того, мышцы аристотелева фонаря обладают необычайно большой силой, что даёт ежу способность грызть твёрдые и прочные поверхности.
С помощью зубов морские ежи роют норы в грунте, иногда очень твёрдом. Отмечались случаи, когда в аквариуме морские ежи повреждали электрические провода, прогрызая твёрдый и совершенно несъедобный слой изоляции.

## Галерея
- Ротовое отверстие с зубами Пурпурного стронгилоцентротуса, вид снизу
- Аристотелев фонарь морского ежа с острова Реюньон, в боковом разрезе без внутренностей
- Аристотелев фонарь морского ежа из Яванского моря
- Скелетные элементы морских ежей. В середине нижнего ряда — аристотелев фонарь Sphaerechinus esculentus